# Nicolò Pozzebon
Nicolò Pozzebon (Paese, 3 mei 1997) is een Italiaans voetballer die bij voorkeur als aanvaller speelt.

## Loopbaan
Pozzebon speelde in de jeugdopleiding van Treviso en Giorgione 2000 alvorens hij in 2011 de overstap maakte naar de jeugdopleiding van Juventus. In juni 2014 werd Pozzebon voor de rest van het seizoen verhuurd aan tweedeklasser Perugia. Hij maakte zijn debuut voor de club op 18 oktober 2014 in de wedstrijd tegen SS Lanciano (1−1). Pozzebon kwam 18 minuten voor tijd het veld in. Het bleef bij deze wedstrijd en de aanvaller keerde aan het einde van het seizoen terug naar Juventus.
Op 27 juli 2016 tekende Pozzebon een huurcontract voor een seizoen bij FC Groningen, dat tevens een optie tot koop bedong. De club stuurde hem in januari 2017 terug naar Italië zonder dat hij een wedstrijd in het eerste elftal in actie kwam. Hij maakte het seizoen 2016/17 op huurbasis af bij Piacenza Calcio. Gedurende het seizoen 2017/18 werd Pozzebon verhuurd aan AC Mestre. Aan het einde van de huurperiode keerde hij terug naar Turijn, waar hij het seizoen 2018/19 doorbracht in de onder 23 van Juventus.
In augustus 2019 vertrok Pozzebon transfervrij naar vierdeklasser Arzachena Academy Costa Smeralda uit Arzachena.